# Волзькі татари
Во́лзькі тата́ри — живуть в Росії. Сьогодні, термін татари зазвичай використовують, щоб описати тільки волзьких татар. За переписом 2002, волзькі татари офіційно ділилися на казанських татар, татар-мішар, астраханських татар, та кряшенів.

## Казанські татари
Більшість волзьких татар — казанські татари. Вони — основне, тубільне населення Татарстану, одного з суб'єктів Росії.
Протягом 11-16 сторіч, більшість тюркських племен жили на теренах сучасної Росії і Казахстану. Сучасна територія Татарстану колишня територія Волзької Булгарії, заселена тюрками, що оселились на Волзі в 8-му сторіччі від Р. Х. і сприйняли іслам в 922 завдяки Ібн Фадлану. На Волзі, болгари змішалися з фіно-угорськими народами. Після того, як монголи завдали Булгарії поразки, вона увійшла до складу Золотої Орди. Населення, що вижило, змішалось з кипчацьким населенням Золотої Орди і сприйняло етнонім «татари» (хоча самоназва «булгари» збереглося в деяких місцях) і кипчацьку мову; з іншого боку, загарбники врешті-решт обернули населення до ісламу. Після розпаду Золотої Орди в 15-му сторіччі, ці терени відомі як Казанське ханство, і в 16-му сторіччі увійшли до складу Московського князівства.
Є деякі суперечки серед дослідників про тривалість цього змішування і «розподіл» кожної твірної групи серед сучасних казанських татар. Прийнято, що демографічно більшість населення безпосередньо походить від булгар. Деякі дослідники роблять наголос на вкладі кипчаків на підставі етноніму і мови. Інші воліють підкреслювати булгарську спадщину, іноді аж до ототожнення сучасних казанських татар та булгар.
Вони переконують, що, хоча волзькі булгари не втримали свою мову і своє ім'я, їхню стару культуру і релігію — іслам — вони зберегли. Згідно з думкою дослідників, які підтримують цей погляд, був дуже маленький вплив монгол і тюрків після завоювання Волзької Булгарії, особливо в північних регіонах. Деякі голоси навіть відстоюють зміну етноніму з «татар» на «булгар» — цей рух, відомий, як булгарізм.
Казанські татари розмовляють тюркською мовою (з великою кількістю домішок з російської і арабської мов). Їхній антропологічний тип описаний як середній і плечистий. Більшість мають карі і зелені очі, прямий ніс і виступаючі кістки щелеп. Оскільки їхніми предками були не тільки тюркські народи, але і угро-фінські, вони мають певну європеоїдність. Населення неоднорідне: близько 38.2 % належать до південноєвропейського підтипу, 19.4 % північноєвропейського, 22.9 % фінно-угорського і 19.4 % південносибірського. Більшість татар сповідують іслам.
Велика кількість татар емігрувала під час громадянської війни (здебільшого до Туреччини і Харбіну, Китай), а пізніше переселились до європейських країн. Дехто з них говорить турецькою вдома.

### Нократські (вятські) татари

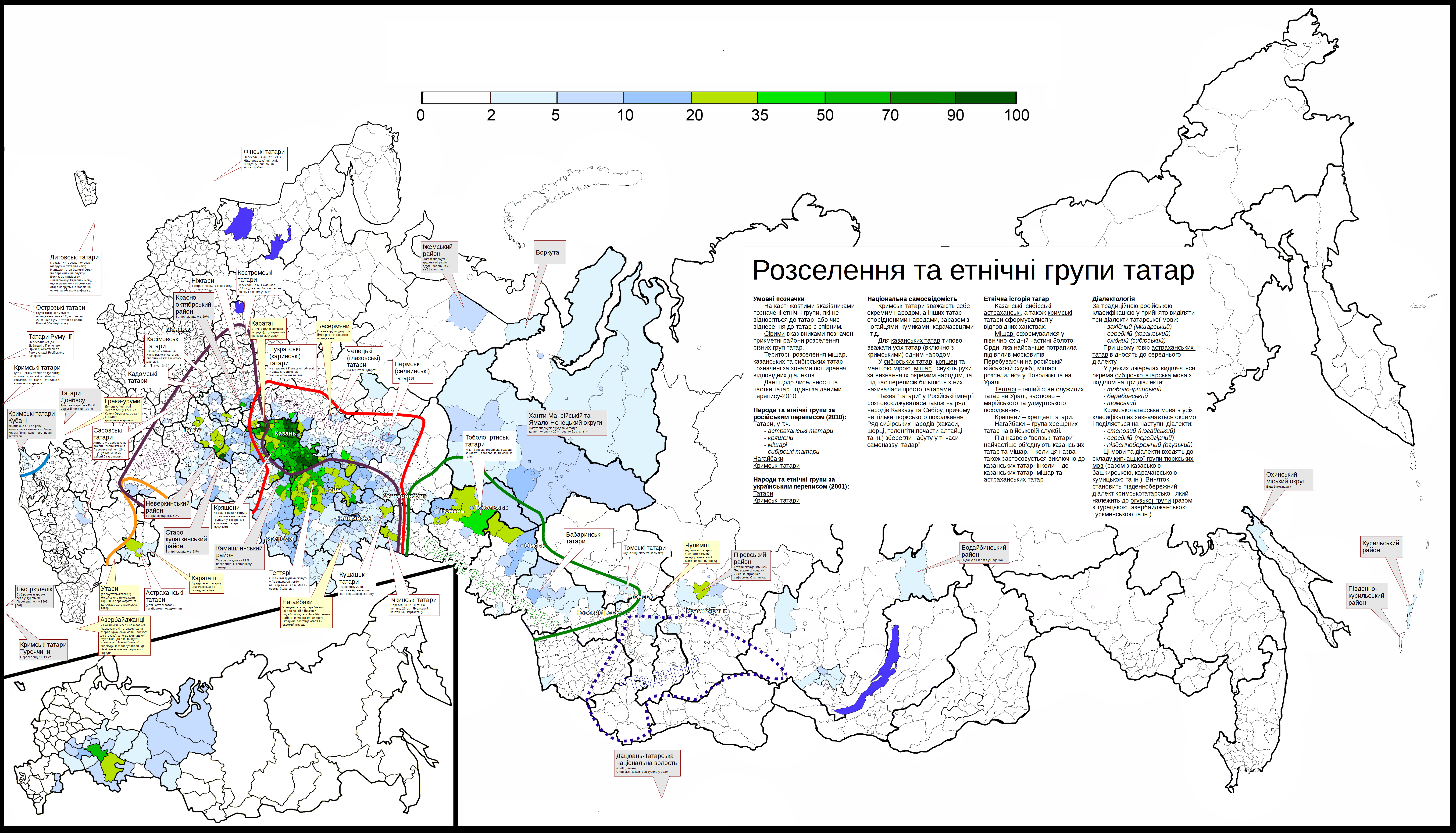
Етнічні групи татар

Казанські татари, що живуть в Росії, Кіровська область. Їхній діалект має багато марі-козлинських слів і вони мають домішку фінно-угорської марійської крові. Їхня чисельність становить (2002) менш ніж 5.000 осіб і їхня кількість зменшується.

### Пермські (остяцькі) татари
Казанські татари, що живуть в Росії, Пермський край. Деякі змішані з комі-перм'яками. Деякі татарські дослідники (Закієв) називають їх остяцькими татарами. Їхня чисельність — (2002) близько 200.000 осіб.

### Кряшени
За часів Івана IV Грозного багато казанських татар насильно обернено в християнство протягом 16-го сторіччя, а також пізніше, протягом 18-го сторіччя.
Деякі учені припускають, що це суари були предками кряшенів, і вони були обернені в християнство вірменами в 6-му сторіччі, коли вони жили на Кавказі. Суари, подібно до інших племен, які пізніше було обернено до ісламу, стали волзькими булгарами, а пізніше сучасними чувашами (в більшій мірі християни) і казанськими татарами (здебільшого мусульмани).
Кряшени (Keräşen) живуть в Татарстані. Зараз вони прагнуть ідентифікувати себе як росіяни, чуваші, і татари з суннітським віросповіданням. Вісімдесят років атеїстичного правління комуністів зменшило релігійність татар обох вір. Російські імена — в значній мірі та різниця, що тільки залишилася між татарами і крященами. Деякі тюркські (половці) племена в Золотій Орді були обернені на християнство у 13-му і 14-му сторіччі (католицизм). Деякі документи, написані тим часом (Кодекс Куманікус), звучать подібно до сучасної кряшенської, але немає жодної інформації про зв'язок між християнськими половцями і сучасними кряшенами.

### Нагайбаки
Нагайбаки (Nağaybäk) — татари, які стали козаками (охоронцями кордонів), більшість православні, живуть в Уральських горах; по колишньому російсько-казахському кордону (протягом 17-х і 18-х сторіч.). Нагайбаків ідентифікують як нащадків угорців-мадяр, що прийняли тюркську мову і не перекочували до Паннонії, а залишились на прабатьківщині («Urheimat») мадяр.

### Татарські мовні діалекти
Є 2 діалекти: казанський, мішарський.
Мішарський діалект розмовний здебільшого мішарами, казанський діалект розмовний у Татарстані і астраханських татар. Башкирську мову, наприклад, краще розуміють казанські татари, ніж — мова сибірських татар.
Середньотатарський діалект — основа літературної мови казанських татар. Середній діалект також має поділ. Середня говірка також як і башкирська мова — мова Болгаро-Кіпчацької групи, тоді як західна і східна формують діалектний континуум, з кіпчацько-ногайською мовною групою.

## Мішарські татари
Мішари (Mişär) або мішарські татари — група волзьких татар, хто походить від буртасів і інших племен. що населяли Міщарський юрт (половці у середній течії Оки і Мещорі) змішані з місцевим угро-фінським населенням. Вони розмовляють західним діалектом татарської мови. Мешкали, в Тамбовській, Пензенський, Рязанський областях Росії, і в Мордовії, деяких західних районах Татарстану, але після падіння Казані переселились на схід, в південний Татарстан і Башкортостан, де вони відомі як мещораки, та до Фінляндії (фінські татари).
Згідно з фінськими джерелами мішарські (Сяючі) татари — нащадки угро-фінів (волзьких фінів) мещера і буртасів, що походили від маїрд, також відомі як мордва — народ, що змішався з тюрками, які мешкали на захід від Волги, на південь від буртасів.

### Касимські татари
Касимські (Qasim) татари — мішарські татари, які у 1376 переселились у фортецю (Касимов) на пагорбі біля Рязані, на березі Оки. Після Суздальскої битви деякі дворянські сімейства казанських татар приєдналися до них. На сьогодення у Касимові татар близько 500.